# 橋元家
橋元家（はしもとけ）は、愛知県名古屋市を中心として運送業やアミューズメント事業を展開する実業家一族。橋元幸吉・幸平兄弟により創業された運送会社「橋元組」を基に事業を拡大した。競走馬の馬主として著名であり、1964年から1965年にかけて「五冠」を獲得し史上最強馬と称されたシンザンを筆頭に、菊花賞優勝馬ハシハーミット、有馬記念優勝馬ダイユウサクなど、親族の各名義で数々の活躍馬を所有している。

## 橋元幸吉・幸平
実業家としての礎を築いた橋元兄弟は、石川県珠洲郡宝立町（後の珠洲市）の農家に生まれた。長子であった幸吉は飲食店を開いていた叔母を頼って1935年に名古屋へ移り、次いで1937年に幸平がその後を追った。幸吉は居酒屋を経営していたが、幸平とともに「橋元組」を創業し、牛を使役して名古屋港から各務原飛行場まで戦闘機を運搬する事業を始め、財を成した。太平洋戦争後はトラックを使い、引き続き自衛隊機やYS-11の運送を請け負った。1967年に幸吉が死去したのち、幸平により社名が「橋元運輸」に改められた。また、1963年に名港にパチンコ店を開き、のちに「シンザンホール」としてチェーン展開している。

## 競馬との関わり
1950年ごろから幸吉が公営・名古屋競馬で競走馬を走らせ始め、1953年より国営競馬（1954年より日本中央競馬会）の馬主資格も取得した。幸吉の所有馬で最も著名なものには、冒頭の通り五冠を制し殿堂入りしているシンザンがいる。その名前は「シンザンホール」に使用されているほか、親族の馬主名義として「シンザンクラブ」の名称も使用している。1965年には幸吉の所有馬ダイコーターが、東京優駿（日本ダービー）直前に九州の炭坑王・上田清次郎へ電撃的に金銭譲渡され物議を醸したが、幸平によれば上田はその前年にシンザンの購買も持ちかけており、当時資金繰りが苦しかった幸吉も応じる意志があったとしている。しかし同馬の管理調教師である武田文吾が「売るなら、私の命を取ってからにしてくれ」と反対してこの取引は流れたという。なお、幸吉はシンザンらの活躍で1964年、1965年と中央競馬のリーディングオーナー（所有馬の獲得賞金額首位）となっている。
幸平は幸吉の死後に馬主資格を取得し、1991年の有馬記念において、15頭立て14番人気という低評価を覆し優勝したダイユウサクなどを所有。また、幸平の妻・昭子も重賞で4度の2着を記録するなどオープンクラスで活躍したダンシングサーパスを所有した。シンザンクラブ名義では「ハシ」「メモリー」の冠名を使用し、菊花賞優勝のハシハーミットをはじめ数々の重賞勝利馬がいる。2000年代後半からはシンザンホール代表の橋元勇氣も中央・地方双方で競走馬を所有している。

## 主な所有馬
※括弧内は各馬主の所有下での優勝重賞競走。太字は八大競走および1984年以降のGI競走。

### 幸吉所有馬
中央競馬
- コウタロー（1962年宝塚3歳ステークス、阪神3歳ステークス）
- シンザン（1964年スプリングステークス、皐月賞、東京優駿、菊花賞 1965年宝塚記念[注 2]、目黒記念・秋、天皇賞・秋、有馬記念）
- ダイコーター（1965年きさらぎ賞、スプリングステークス、NHK杯）

地方競馬
- タマザクラ  (1961年中日スポーツ杯四歳ダービー)

### 幸平所有馬
中央競馬
- ダイユウサク（1991年金杯・西、有馬記念）
- ホウライアキコ（2013年小倉2歳ステークス、デイリー杯2歳ステークス）

地方競馬
- ホウライミサイル（2006年駿蹄賞、東海ダービー）
- ホウライジェントル（2012年兼六園ジュニアカップ）
- ホウライエイブル（2012年梅見月杯）

### シンザンクラブ所有馬
中央競馬
- ハシコトブキ（1978年朝日チャレンジカップ、愛知杯、京都記念・秋）
- ハシハーミット（1979年毎日杯、菊花賞）
- ハシクランツ（1980年大阪杯 1981年鳴尾記念）
- ハシローディー（1982年京都4歳特別 1984年中京記念、鳴尾記念）
- メモリーバイス（1989年新潟大賞典）
- メモリージャスパー（1994年阪神牝馬特別）
- メモリーキアヌ（2004年愛知杯）

地方競馬
- メモリーベイツ（1999年名港盃、東海桜花賞）
- メモリーデュラブ（2000年マイル争覇）
- メモリーブロンコ（2002年青峰賞 2003年エメラルドカップ、北関東ダービー、しもつけ3歳スプリンターズカップ、北関東菊花賞、スプリンターズ賞）
- メモリーキャップ（2010年クイーンカップ・笠松）